# Хара-Хиру
Хара-Хиру, Хара-Кирагу (монг. Хара хиру) — средневековый монгольский военачальник из рода ойрат, один из девяти орлогов Чингисхана. В отличие от других сподвижников Чингиса (Боорчу, Борохула, Мухали и др.), упоминающихся во множестве исторических источников как своего времени, так и более поздних эпох, сведения о Хара-Хиру содержатся лишь в летописи XVII века «Алтан Тобчи», на основании чего исследователями высказываются сомнения относительно идентичности этого человека и его существования в принципе.
Первое (и единственное) появление Хара-Хиру в «Алтан Тобчи» относится к главе, посвящённой беседе мальчика-сироты с девятью орлогами Чингисхана, где вместе с виднейшими военачальниками великого хана ойратский нукер рассуждает о пользе и вреде вина. Н. П. Шастина, занимавшаяся переводом и изучением текста летописи, принимая во внимание отсутствие каких-либо упоминаний Хара-Хиру в других источниках, выдвинула предположение, что тот мог быть вымышленным персонажем, добавленным в текст «Алтан Тобчи» для соответствия определённой числовой символике, так как число «девять» по монгольским поверьям выступает воплощением неба и потому считается священным.